# Місцеві вибори в Києві 2014
Місцеві вибори у Києві 2014 — вибори Київського міського голови та депутатів Київської міської ради, що відбулися 25 травня 2014 року згідно з постановою ВРУ від 25 лютого 2014 року Вибори відбудуться за змішаною системою — половину ради обиратимуть за партійними списками, половину — у мажоритарних округах. Для проходження до ради партія повинна набрати не менше 3% голосів.
Місцеві вибори у Києві 2014 проводилися одночасно з позачерговими виборами Президента України.

## Вибори міського голови

Агітаційні плакати за В.Кличка на балконах одного з будинків по вул. Мілютенка в Києві

Агітаційний плакат "не проміняй совість на мішок картоплі" під час виборів 25 травня 2014, Київ, Лісовий масив

### Кандидати
| Фото                     | ПІБ                                | Суб'єкт висування                                          | Місце роботи, посада, партійність                                                                    | Дата реєстрації |
| ------------------------ | ---------------------------------- | ---------------------------------------------------------- | --- | --------------- |
|                          | Балашов Геннадій Вікторович        | 5.10                                                       | Директор агентства нерухомості «Липки», засновник «Школи політичної психології», лідер партії «5.10» |                 |
|                          | Бондаренко Володимир Дмитрович     | Всеукраїнське об'єднання «Батьківщина»                     | народний депутат (ВО «Батьківщина»), Голова Київської міської державної адміністрації                |                 |
|                          | Василенко Людмила Василівна        |                                                            | |                 |
|                          | Вейдер Дарт Вікторович             | Інтернет партія України                                    | |                 |
| Файл:Олег Дерев'янко.jpg | Дерев'янко Олег Валерійович        | Українська народна партія                                  | |                 |
|                          | Довгий Віктор Олександрович        | самовисування                                              | безробітний                                                                                          |                 |
|                          | Іллєнко Андрій Юрійович            | Всеукраїнське об'єднання «Свобода»                         | народний депутат (ВО «Свобода»)                                                                      |                 |
|                          | Катеринчук Микола Дмитрович        | Європейська партія України                                 | народний депутат (ВО «Батьківщина»)                                                                  |                 |
|                          | Кириленко В'ячеслав Анатолійович   | За Україну!                                                | народний депутат (ВО «Батьківщина»)                                                                  |                 |
|                          | Кличко Віталій Володимирович       | УДАР                                                       | народний депутат (УДАР)                                                                              |                 |
|                          | Комнацький Олександр Леонідович    | Комуністична партія України                                | Перший секретар київського міського комітету Комуністичної партії України                            |                 |
|                          | Кондрук Валерій Петрович           |                                                            | |                 |
|                          | Миргородський Андрій Сергійович    |                                                            | |                 |
|                          | Мочанов Олексій Юрійович           | Всеукраїнське об'єднання «Демократи (Демократична партія)» | |                 |
|                          | Насалик Ігор Степанович            |                                                            | |                 |
|                          | Омельченко Олександр Олександрович | Єдність                                                    | |                 |
|                          | Оробець Леся Юріївна               | самовисування                                              | народний депутат (позапартійна)                                                                      |                 |
|                          | Салій Іван Миколайович             |                                                            | |                 |
|                          | Смалій Віктор Миколайович          |                                                            | |                 |

### Опитування
За даними соцопитування КМІС, що проводилося у квітні 2014, найбільшу підтримку серед киян мав Віталій Кличко - близько 40 %. Значну підтримку мали Микола Катеринчук (6%), голова КДМА Володимир Бондаренко (6%), колишній мер Києва Олександр Омельченко (5%) і народний депутат Леся Оробець (2,6%).

## Вибори міської ради

### Список партій
35 партій були зареєстровані як суб'єкти виборчого процесу:
| №  | Назва |
| -- | --- |
| 1  | Київська міська місцева організація Політичної партії «УДАР (Український Демократичний Альянс за Реформи) Віталія Кличка» |
| 2  | Київська міська територіальна організація політичної партії «Спільна дія»                                                 |
| 3  | Київська міська організація Партії Зелених України                                                                        |
| 4  | Територіальна Київська міська організація Партії Пенсіонерів України                                                      |
| 5  | Київська міська регіональна організація Демократичної партії України                                                      |
| 6  | Київське міське відділення Слов'янської партії                                                                            |
| 7  | Київська міська організація політичної партії Громадянський рух України                                                   |
| 8  | Київська міська партійна організація Політичної Партії «5.10»                                                             |
| 9  | Київська міська територіальна організація Політичної партії «Пробудження»                                                 |
| 10 | Київська міська партійна організація Всеукраїнської партії «НОВА СИЛА»                                                    |
| 11 | Київська міська організація Політичної партії «Зелені»                                                                    |
| 12 | Київська міська партійна організація Політичної партії «Духовна Україна»                                                  |
| 13 | Київська міська організація Всеукраїнського об’єднання «Свобода»                                                          |
| 14 | Київська міська організація Політичної партії «Нове Життя»                                                                |
| 15 | Київська міська організація Політичної партії «Об’єднання «Самопоміч»                                                     |
| 16 | Регіональна Київська міська організація Політичної партії «Громадянська позиція»                                          |
| 17 | Київська міська регіональна організація Політичної партії «Права воля України»                                            |
| 18 | Регіональна партійна організація м. Києва Політичної партії «Інтернет партія України»                                     |
| 19 | Київська міська організація Української Народної Партії                                                                   |
| 20 | Київська міська організація Соціалістичної партії України                                                                 |
| 21 | Київська територіальна організація Всеукраїнського політичного об’єднання «Єдина Родина»                                  |
| 22 | Київська міська організація Української партії «Єдність»                                                                  |
| 23 | Київська міська організація Патріотичної партії України                                                                   |
| 24 | Київська міська регіональна організація «Всеукраїнської Політичної партії - Екологія та Соціальний захист»                |
| 25 | Київська міська організація Комуністичної партії України                                                                  |
| 26 | Київська міська організація політичної партії Українська платформа «СОБОР»                                                |
| 27 | Київська міська територіальна організація Партії ветеранів Афганістану                                                    |
| 28 | Київська міська організація політичної партії «Всеукраїнське об’єднання «Батьківщина»                                     |
| 29 | Територіальна організація Радикальної Партії Олега Ляшка в м. Києві                                                       |
| 30 | Київська міська регіональна організація Політичної партії «Національна Демократична партія України»                       |
| 31 | Київська міська територіальна організація Політичної партії «Демократичний альянс»                                        |
| 32 | Київська міська організація Всеукраїнського об’єднання «ДЕМОКРАТИ (Демократична партія)»                                  |
| 33 | Регіональна Київська міська партійна організація Політичної партії «За Україну!»                                          |
| 34 | Київська міська організація Партії регіонів                                                                               |
| 35 | Київська міська регіональна організація Політичної партії «Європейська партія України»                                    |

### Попередні опитування
Згідно з даними досліджень Центру Разумкова у Києві від 11 до 17 квітня 2014 року найбільший рейтинг мали такі партії:
- «Удар» — 29,2%;
- «Батьківщина» — 12,1%;
- «Свобода» — 6,2%;
- «Європейська партія» — 4%;
- «Радикальна партія О. Ляшка» — 2,7%;
- «Громадянська позиція» — 2,2%;
- ПР, КПУ та Демальянс по 1%.

## Критика й суперечності
Згідно з дослідженнями журналістів видання «Українська правда» серед кандидатів по мажоритарних округах — чимало колишніх членів команди Л. Черновецького, а також «Партії регіонів». В ході процесу з виборів була знята Леся Оробець, що на думку журналіста Вахтанга Кіпіані було «відрижкою системи», втім згодом за рішенням ЦВК була відновлена.
Національна демократична партія України заявляла про прикру помилку в бюлетенях щодо назви цієї партії — у назві цієї партії було випущено слово «Україна», що на думку кандидата від цієї партії Олексія Цельєва «не дає можливості ідентифікувати нашу політичну силу».
Через одночасне проведення місцевих виборів з президентськими, а також через нестачу і низький рівень підготовки людей у виборчих комісіях на виборчих дільницях Києва утворилися довгі черги. У ЗМІ повідомлялося про 
те, що й кандидати в президенти також змушені були стояти в чергах

## Екзит-пол
За даними екзит полу, проведеного Савік Шустер Студією, перемогу на виборах Київського міського голови здобув Віталій Кличко, а до Київради за партійними списками пройшли представники 8 партій.
| Кандидат             | Результат, % |
| -------------------- | ------------ |
| Віталій Кличко       | 57,4         |
| Леся Оробець         | 10,3         |
| Володимир Бондаренко | 8,2          |
| Олександр Омельченко | 6,1          |
| Микола Катеринчук    | 5,2          |
| Андрій Іллєнко       | 3,1          |
| Олексій Мочанов      | 2,2          |
| Геннадій Балашов     | 2,2          |

| Партія                 | Результат, % |
| ---------------------- | ------------ |
| УДАР                   | 42,3         |
| Радикальна партія      | 7,9          |
| ВО «Свобода»           | 7,7          |
| Об'єднання «Самопоміч» | 7,4          |
| ВО «Батьківщина»       | 4,7          |
| Нове життя             | 4,1          |
| Демократичний альянс   | 3,7          |
| Громадянська позиція   | 3,5          |
| Єдність                | 3,4          |

## Результати

### Вибори міського голови
| Місце | Кандидат                           | % голосів | Кількість голосів |
| ----- | ---------------------------------- | --------- | ----------------- |
| 1     | Кличко Віталій Володимирович       | 57,46%    | 765 020           |
| 2     | Оробець Леся Юріївна               | 8,57%     | 114 137           |
| 3     | Бондаренко Володимир Дмитрович     | 8,06%     | 107 333           |
| 4     | Омельченко Олександр Олександрович | 7,63%     | 101 580           |
| 5     | Катеринчук Микола Дмитрович        | 5,22%     | 69 505            |
| 6     | Іллєнко Андрій Юрійович            | 2,52%     | 33 603            |
| 7     | Мочанов Олексій Юрійович           | 2,28%     | 30 412            |
| 8     | Балашов Геннадій Вікторович        | 1,98%     | 26 415            |
| 9     | Вейдер Дарт Вікторович             | 1,6%      | 21 281            |
| 10    | Кириленко В'ячеслав Анатолійович   | 1,57%     | 20 866            |
| 11    | Салій Іван Миколайович             | 0,91%     | 12 078            |
| 12    | Комнацький Олександр Леонідович    | 0,71%     | 9509              |
| 13    | Насалик Ігор Степанович            | 0,59%     | 7811              |
| 14    | Дерев'янко Олег Валерійович        | 0,27%     | 3660              |
| 15    | Василенко Людмила Василівна        | 0,18%     | 2343              |
| 16    | Смалій Віктор Миколайович          | 0,17%     | 2307              |
| 17    | Миргородський Андрій Сергійович    | 0,16%     | 2155              |
| 18    | Кондрук Валерій Петрович           | 0,10%     | 1277              |
|       | Усього                             | 100%      | 1 331 292         |

### Вибори до Київради
| Місце | Кандидат | % голосів | Кількість голосів | Місць за списком | Округів | Усього місць |
| ----- | --- | --------- | ----------------- | ---------------- | ------- | ------------ |
| 1     | Київська міська місцева організація Політичної партії «УДАР (Український Демократичний Альянс за Реформи) Віталія Кличка» | 40,57%    | 535 709           | 30               | 47      | 77           |
| 2     | Територіальна організація Радикальної Партії Олега Ляшка в м. Києві                                                       | 9,21%     | 121 686           | 7                |         | 7            |
| 3     | Київська міська організація політичної партії «Об'єднання «Самопоміч»                                                     | 6,87%     | 90 791            | 5                |         | 5            |
| 4     | Київська міська організація Всеукраїнського об'єднання «Свобода»                                                          | 6,50%     | 85 886            | 5                | 1       | 6            |
| 5     | Київська міська організація політичної партії «Всеукраїнське об'єднання «Батьківщина»                                     | 4,14%     | 54 698            | 3                |         | 3            |
| 6     | Регіональна Київська міська організація Політичної партії «Громадянська позиція»                                          | 3,62%     | 47 768            | 3                |         | 3            |
| 7     | Київська міська організація Політичної партії «НОВЕ ЖИТТЯ»                                                                | 3,39%     | 44 815            | 3                |         | 3            |
| 8     | Київська міська організація Української партії «Єдність»                                                                  | 3,32%     | 43 788            | 2                |         | 2            |
| 9     | Київська міська територіальна організація Політичної партії «Демократичний альянс»                                        | 3,01%     | 39 712            | 2                |         | 2            |
| 10    | Київська міська регіональна організація Політичної партії «Європейська партія України»                                    | 2,20%     | 29 059            |                  |         |              |
| 11    | Київська міська регіональна організація Партії регіонів                                                                   | 1,72%     | 22 659            |                  |         |              |
| 12    | Київська міська партійна організація Політичної Партії «5.10»                                                             | 1,54%     | 20 337            |                  |         |              |
| 13    | Київська міська організація Всеукраїнського об'єднання «ДЕМОКРАТИ (Демократична партія)»                                  | 1,49%     | 19 611            |                  |         |              |
| 14    | Київська міська організація Партії Зелених України                                                                        | 1,47%     | 19 439            |                  |         |              |
| 15    | Київська міська територіальна організація політичної партії «СПІЛЬНА ДІЯ»                                                 | 1,28%     | 16 939            |                  |         |              |
| 16    | Київська міська регіональна організація Політичної партії «Права воля України»                                            | 1,26%     | 16 657            |                  |         |              |
| 17    | Київська міська організація Комуністичної партії України                                                                  | 1,26%     | 16 617            |                  |         |              |
| 18    | Київська міська регіональна організація Демократичної партії України                                                      | 1,25%     | 16 459            |                  | 2       | 2            |
| 19    | Київська міська територіальна організація Партії ветеранів Афганістану                                                    | 1,07%     | 14 140            |                  |         |              |
| 20    | Регіональна партійна організація м. Києва Політичної партії «Інтернет партія України»                                     | 0,74%     | 9771              |                  |         |              |
| 21    | Територіальна Київська міська організація Партії Пенсіонерів України                                                      | 0,68%     | 8934              |                  |         |              |
| 22    | Регіональна Київська міська партійна організація Політичної партії “За Україну!”                                          | 0,61%     | 8108              |                  |         |              |
| 23    | Київська міська організація Політичної партії «Зелені»                                                                    | 0,57%     | 7523              |                  |         |              |
| 24    | Київська міська партійна організація Всеукраїнська партії «НОВА СИЛА»                                                     | 0,46%     | 6026              |                  |         |              |
| 25    | Київська міська регіональна організація Політичної партії «Національна Демократична партія України»                       | 0,26%     | 3378              |                  |         |              |
| 26    | Київська міська організація Соціалістичної партії України                                                                 | 0,23%     | 2997              |                  |         |              |
| 27    | Київська міська організація політичної партії Громадянський рух України                                                   | 0,21%     | 2819              |                  |         |              |
| 28    | Київська міська регіональна організація «Всеукраїнська Політична партія «Екологія та Соціальний захист»                   | 0,21%     | 2781              |                  |         |              |
| 29    | Київська міська партійна організація політичної партії «Духовна Україна»                                                  | 0,17%     | 2250              |                  |         |              |
| 30    | Київська міська організація Української Народної Партії                                                                   | 0,17%     | 2210              |                  |         |              |
| 31    | Київське міське відділення Слов'янської партії                                                                            | 0,13%     | 1778              |                  |         |              |
| 32    | Київська міська організація політичної партії Українська платформа «СОБОР»                                                | 0,12%     | 1527              |                  |         |              |
| 33    | Київська міська організація Всеукраїнського політичного об'єднання «Єдина Родина»                                         | 0,10%     | 1320              |                  |         |              |
| 34    | Київська міська територіальна організація Політичної партії «Пробудження»                                                 | 0,09%     | 1230              |                  |         |              |
| 35    | Київська міська організація Патріотичної партії України                                                                   | 0,09%     | 1181              |                  |         |              |
|       | Самовисування | 1,25%     | 16 459            |                  | 10      | 10           |
|       | Усього | 100%      | 1 320 603         | 60               | 60      | 120          |

За результатами виборів до Київради пройшли 9 партій:
- УДАР — 30 депутатів;
- Радикальна партія Ляшка — 7:
- «Самопоміч» — 5;
- ВО «Свобода» — 5;
- Громадянська позиція» — 3;
- «Нове життя» — 3;
- ВО «Батьківщина» — 3;
- «Єдність» — 2;
- Демократичний Альянс» —2.

По одномандатних округах пройшли 47 депутатів від «УДАРу», 2 від «Демократичної партії України», один від ВО «Свобода» і 10 самовисуванців. У 37-му окрузі переможець був оголошений із запізненням через судовий розгляд.